# Dortmundské šachové dny

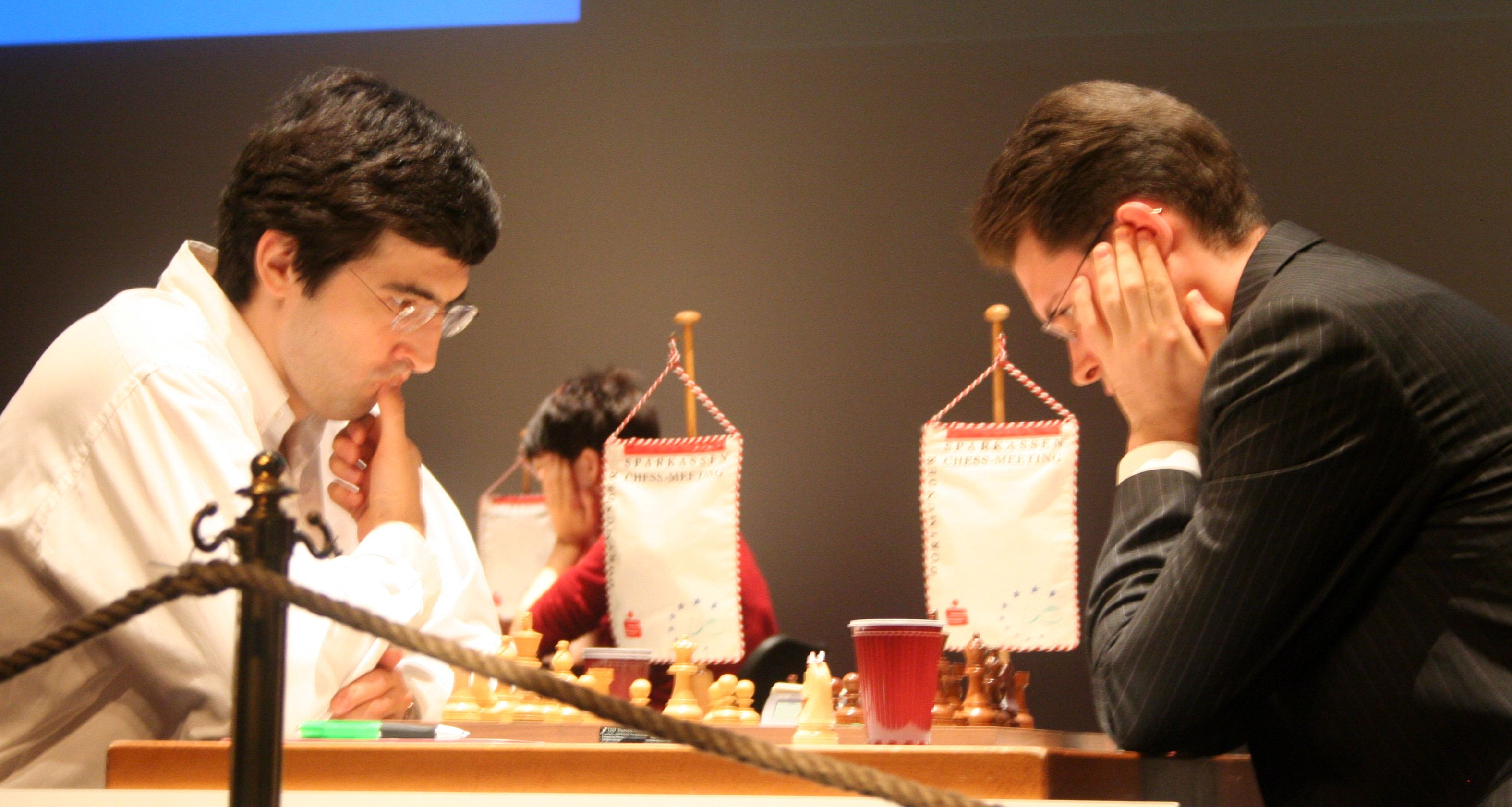
Vladimir Kramnik a Péter Lékó hrají partii v průběhu Dortmundských šachových dní 2006

Dortmundské šachové dny (německy Dortmunder Schachtage, nyní podle sponzora Dortmunder Sparkassen Chess Meeting) je špičkový velmistrovský turnaj, který se koná v německém Dortmundu. Na konci 20. století se stal jedním z největších šachových turnajů světa a řadil se do silné trojice s již zaniklým turnajem v Linaresu a turnajem ve Wijku aan Zee.
Hlavní turnaj se v současnosti hraje obvykle dvoukolovým systémem každý s každým, ale v letech 2002 a 2004 byl organizován vyřazovacím způsobem. Turnaj 2002 byl určen jako jeden z klíčů k postupu do sjednocovacích zápasů o titul mistra světa, jeho vítěz se měl utkat s Kramnikem. Turnaj tehdy vyhrál Péter Lékó, který ve finále porazil Veselina Topalova.

## Historie
Turnaj byl založen v roce 1973, kdy se hrál poprvé jako otevřené mistrovství Německa. Už v předchozích letech se ale v Dortmundu třikrát konal špičkově obsazený šachový turnaj. Šachové dny jsou šachovým festivalem, v jehož průběhu se koná celá řada menších turnajů, největší pozornost ale přitahuje hlavní velmistrovský uzavřený turnaj. Menší klání ale byla místy, kde se začala kariéra řady významných hráčů, v roce 1992 například vyhrál otevřený turnaj Vladimir Kramnik, pro kterého to bylo první turnajové vítězství v kariéře.
Průlomovým rokem v historii turnaje byl rok 1992. Ještě v roce 1991 se hrál v Dortmundu pouze turnaj XII. kategorie, o rok později už turnaj XVII. kategorie za účasti Garriho Kasparova, Vasilije Ivančuka, Višvanáthana Ánanda a dalších předních velmistrů.
O popularizaci turnaje se velkou měrou zasloužil novinář Claus Spahn.

## Češi v Dortmundu
Češi se pravidelně účastní menších turnajů v Dortmundu, jsou ale uvedeni i v listině vítězů hlavního velmistrovského turnaje. V roce 1977 vyhrál turnaj Jan Smejkal, v roce 1982 Vlastimil Hort. V roce 1991 zvítězil v Dortmundu slovenský velmistr Igor Štohl.

## Vítězové turnaje

### Předchůdci Šachových dní
- 1928 – Fritz Sämisch, Německo
- 1979 – Alberic O’Kelly de Galway, Belgie
- 1961 – Mark Tajmanov, SSSR

### Šachové dny do 1991
- 1973 – Heikki Westerinen, Finsko
- 1974 – Victor Ciocaltea, Rumunsko
- 1975 – Heikki Westerinen, Finsko
- 1976 – Oleg Romanišin, SSSR
- 1977 – Jan Smejkal, Československo
- 1978 – Ulf Andersson, Švédsko
- 1979 – Tamaz Giorgadze, SSSR
- 1980 – Raymond Keene, Velká Británie
- 1981 – Gennadij Kuzmin, SSSR
- 1982 – Vlastimil Hort, Československo
- 1983 – Mihai Suba, Rumunsko
- 1984 – Yehuda Grunfeld, Izrael
- 1985 – Jurij Razuvajev, SSSR
- 1986 – Zoltán Ribli, Maďarsko
- 1987 – Jurij Balašov, SSSR
- 1988 – Smbat Lputjan, SSSR
- 1989 – Jefim Geller, SSSR
- 1990 – Alexandr Černin, SSSR
- 1991 – Igor Štohl, Československo

### Šachové dny po roce 1992
V roce 1992 se radikálně zvýšila kvalita obsazení turnaje.
- 1992 – Garri Kasparov, Rusko
- 1993 – Anatolij Karpov, Rusko
- 1994 – Jeroen Piket, Nizozemsko
- 1995 – Vladimir Kramnik, Rusko
- 1996 – Kramnik, Rusko (2)
- 1997 – Kramnik, Rusko (3)
- 1998 – Kramnik, Rusko (4)
- 1999 – Péter Lékó, Maďarsko
- 2000 – Kramnik, Rusko (5)
- 2001 – Kramnik, Rusko (6)
- 2002 – Lékó, Maďarsko (2)
- 2003 – Viorel Bologan, Moldavsko
- 2004 – Višvanáthan Ánand, Indie
- 2005 – Arkadij Naiditsch, Německo
- 2006 – Kramnik, Rusko (7) a Petr Svidler, Rusko
- 2007 – Kramnik, Rusko (8)
- 2008 – Lékó, Maďarsko (3)
- 2009 – Kramnik, Rusko (9)
- 2010 – Ruslan Ponomarjov, Ukrajina
- 2011 – Kramnik, Rusko (10)
- 2012 – Fabiano Caruana, Itálie
- 2013 – Michael Adams, Anglie
- 2014 – Caruana, Itálie (2)
- 2015 – Caruana, USA (3)
- 2016 – Maxime Vachier-Lagrave, Francie
- 2017 – Radosław Wojtaszek, Polsko
- 2018 – Jan Něpomňaščij, Rusko[2]
- 2019 – Leinier Dominguez Perez, USA[3]